# 辐射计

这是克鲁克斯辐射计的一个模型。受光照时叶片转动，光强越大则转动越快，以此定量测量电磁辐射强度。

辐射计，又称“放射计”，是一种测量电磁辐射的辐射通量的装置。“放射计”这一术语有时特指红外辐射检测计，但也可指检测其它各种波长的电磁辐射的检测计。
较常见的辐射计是克鲁克斯辐射计（1873年由威廉·克鲁克斯發明），它是一个内有转子（带有颜色深浅不同的叶片）的处在在半真空中的早期模型，在受到光照时叶片会转动。
尼克斯辐射计（1901年發明）的原理与克鲁克斯辐射计不同，这类辐射计更加灵敏。
微波辐射计用于检测微波波段的电磁辐射。微波辐射计内充有氩气以使其旋转。
MEMS（Micro-electromechanical Systems，微機電系統）辐射计，由帕特里克·简柯维克（Patrick Jankowiak）发明，可以按尼克斯辐射计或克鲁克斯辐射计的原理运作，而且可以检测更宽的波段和粒子的能级。